# Спільна торговельна політика
Спільна торговельна політика (Common commercial policy) — сфера виняткових повноважень Спільноти (стаття 133 Договору про Європейський Союз). В рамках спільної торговельної політики країни Спільноти утворили митний союз зі спільними принципами щодо зміни тарифних ставок, укладення тарифних і торговельних угод з третіми країнами, імпортної та експортної політик тощо. Рішення ухвалюються в Раді міністрів кваліфікованою більшістю голосів.
Амстердамський договір надав Раді можливість одностайним голосуванням поширювати повноваження спільної торговельної політики на міжнародні переговори і угоди щодо послуг та інтелектуальної власності; Ніццький договір дозволив це робити кваліфікованою більшістю. Втім, як і раніше, одностайності потребують рішення щодо угод у сферах, в яких повноваження поділені між Спільнотою і державами-членами (аудіовізуальні послуги, а також послуги у галузі культури й освіти).